# Lucy Dutoit
Lucy Dutoit, née le 2 avril 1868 à Moudon et morte le 25 février 1937 à Lausanne, est une enseignante, et suffragette vaudoise.

## Biographie
Lucy Dutoit naît le 2 avril 1868 à Moudon, dans le canton de Vaud. Elle est originaire du même lieu et de Chavannes-sur-Moudon. Elle est la fille de Marc Louis Victor et de Maria Wyttenbach.
Après un séjour linguistique à Fribourg-en-Brisgau, elle est engagée à l'école Vinet (Lausanne), en 1891, comme maîtresse d'allemand et de gymnastique. Pionnière du mouvement pour le droit de vote des femmes dans le canton de Vaud, elle est membre fondatrice de l'union des Femmes (1896), puis cofondatrice (1907), ainsi que présidente (1916-1932), de l'association vaudoise pour le suffrage féminin. Elle cofonde également l'association suisse pour le suffrage féminin (1909), dont elle est la secrétaire et la traductrice de 1924 à 1936.
Fondatrice, puis directrice (dès 1919), de cours de vacances sur les intérêts des femmes, elle cofonde le périodique Le Mouvement féministe auquel elle collabore activement. Elle est enfin membre des comités vaudois et national de l'Association suisse pour la Société des Nations.

## Hommage

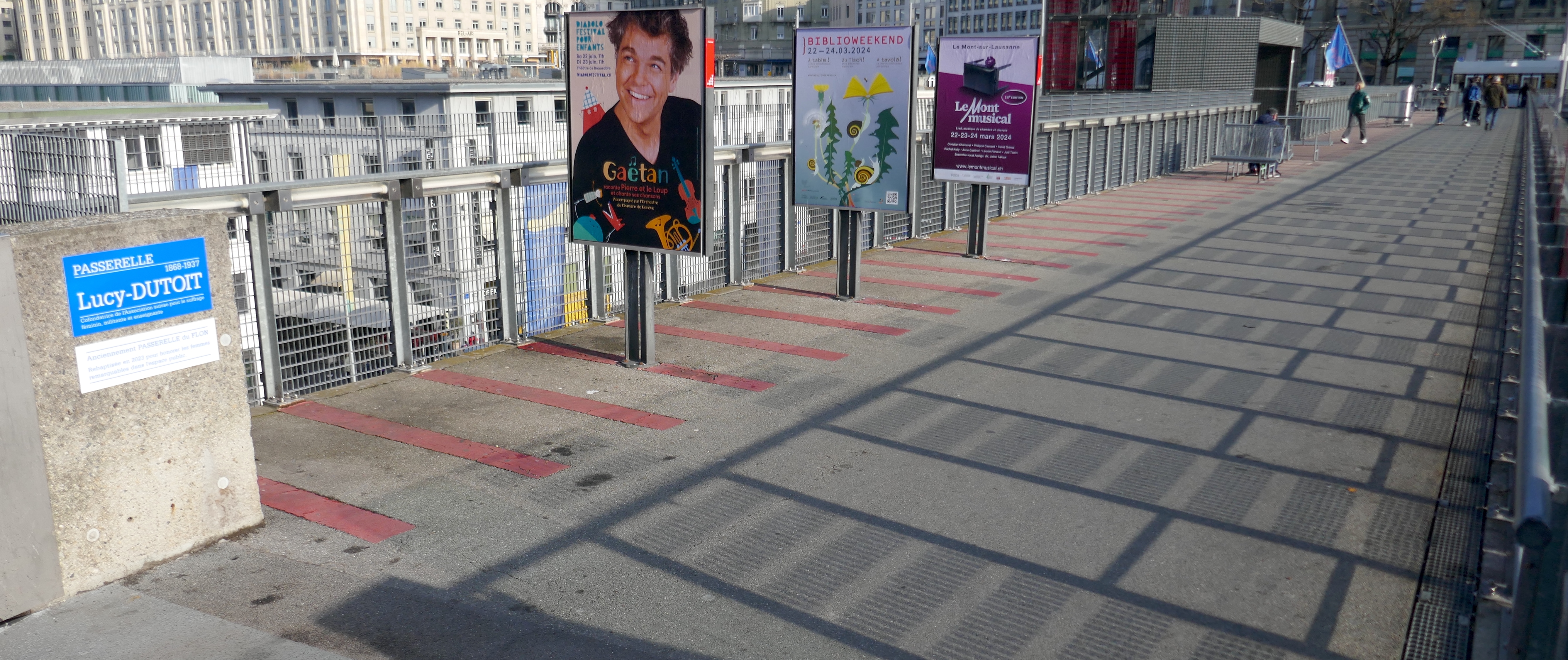
Passerelle Lucy-Dutoit.

En 2023, la passerelle du Flon à Lausanne est rebaptisée « passerelle Lucy-Dutoit » en son honneur.

## Sources
- « Lucy Dutoit », sur la base de données des personnalités vaudoises sur la plateforme « Patrinum » de la Bibliothèque cantonale et universitaire de Lausanne.
- Le Mouvement féministe, no 496, 1937
- Corinne Dallera et Nadia Lamamra, Du salon à l'usine, vingt portraits de femmes, vingt portraits de femmes : un autre regard sur l'histoire du canton de Vaud Lausanne : ADF-CLAFV : Fondation Ouverture, 2003 p. 117-132
- photographie de groupe, Lausanne Patrie suisse, 1920, no 698, p. 147
- Le combat pour les droits égaux, p. 345-352, p. 295-298